# Batalla de Majoma
La Batalla de Majoma tuvo lugar el 21 de septiembre de 1864 en la Hacienda de Majoma, cercano a Cuencamé, en el estado de Durango, México, entre elementos del ejército mexicano de la república al mando del general Jesús González Ortega y tropas francesas comandadas por el Coronel Martín al servicio del Segundo Imperio Francés durante la Segunda Intervención Francesa en México, siendo el resultado una victoria francesa.

## Batalla
Cerca de Nazas, Benito Juárez concentró las fuerzas de los generales Miguel Negrete, José María Patoni y Jesús González Ortega, creando así el Cuerpo de Ejército de Occidente, compuesto por 4,500 soldados, y 20 piezas de artillería, mismas que confió a Ortega, por ser artífice de la victoria en la Batalla de Calpulalpan durante la Guerra de Reforma.
No obstante, la columna del coronel Martin, compuesta por unos 531 soldados, encargada de cubrir Durango, compuesta por 5 compañías de zuavos, de una de Cazadores de a pie y de un escuadrón de Cazadores de Francia atacaron a las fuerzas juaristas en el Cerro de Majoma.
A la muerte de Martin, el comandante Japy tomó el mando, ordenando atacar la defensa, hasta que los zuavos tomaron a la bayoneta el cerro, obligando a la retirada juarista.
La batalla de Majoma fue en territorio de Durango.